# Ингибиторы белка NS5A

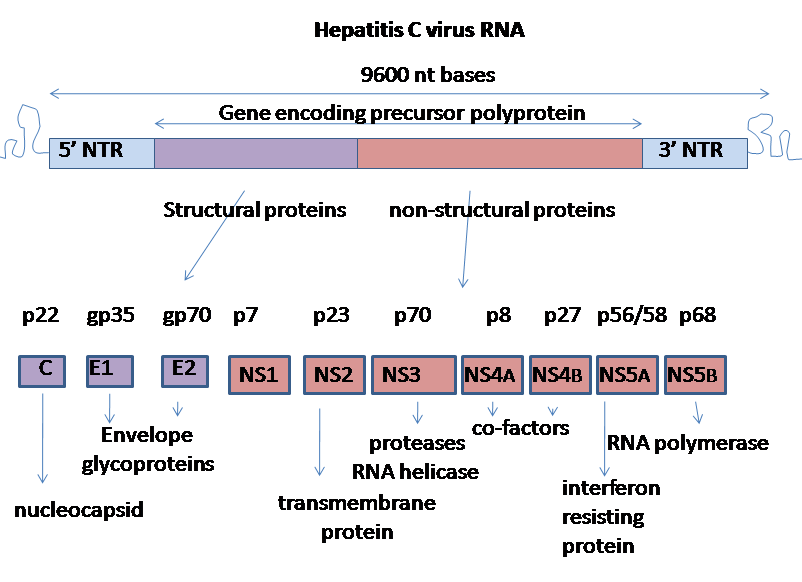
Геном вируса гепатита C. Белок NS5A в нижнем ряду, второй справа.

Ингибиторы белка NS5A  относятся к классу противовирусных препаратов прямого действия.
Они направлены на белок NS5A вируса гепатита C.
Их развитие является кульминацией более глубокого понимания жизненного цикла вируса. Однако, их механизм действия сложен и не полностью изучен. 
Ингибиторы белка NS5A должны быть использованы совместно с дополнительными противовирусными препаратами, так как они быстро приводят к развитию мутаций устойчивых к препарату.

## Механизм действия
Вирус гепатита C — одноцепочечный РНК-вирус.
Его репликация была исследована в гепатоцитах человека и шимпанзе. 
Транслируется один сложный белок вируса, который затем расщепляется клеточными и вирусными протеазами на три структурных белка и семь неструктурных белков (p7, NS2, NS3, NS4A, NS4B, NS5A, и NS5B).
Ингибиторы белка NS5A приводят к значительному снижению РНК вируса гепатита C в крови и рассматриваются как мощный антивирусный препарат. 
Механизм их действия не полностью понят.
Большинство исследований сходятся в том, что эти ингибиторы действуют на двух основных этапах жизненного цикла вируса гепатита C: репликации геномной РНК и сборки вириона. 
Другие исследования предлагают фактор изменения клеток-хозяев, как возможный третий механизм.

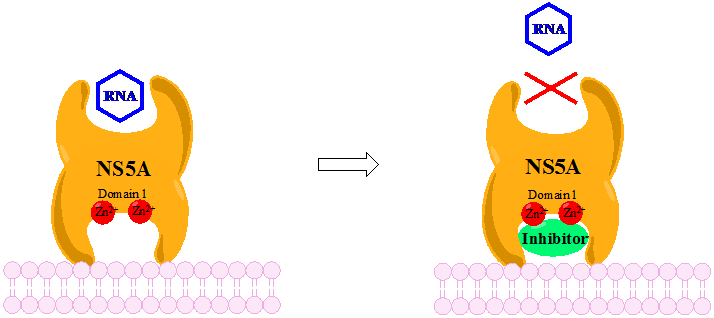
Ингибитор связывается с белком NS5A и предотвращает и нарушает репликацию вирусной РНК.

По-видимому, ингибиторы белка NS5A препятствуют образованию новых комплексов репликации в результате постепенного замедления синтеза вирусной РНК. 
Влияние на ранее сформированные комплексы еще не выяснено.
Имеющиеся данные свидетельствуют о том, что ингибиторы белка NS5A изменяют расположение белка NS5A внутри клетки. 
Это может привести к нарушению сборки вирусов.
Некоторые исследования показали, что ингибирование вирусной сборки играет ключевую роль в сокращении вирусной репликации РНК.
Исследования показали, что ингибиторы белка NS5A блокируют формирование перепончатой сети, которая защищает вирусный геном и особенности основных сайтов для вирусной репликации и сборки. 
Этот механизм считается независимым от репликации РНК, но в нём могут быть задействованы ингибиторы белка NS5A, блокирующие формирование PI4KIIIα-NS5A-комплекса, необходимого для синтеза PI4P, что приводит к снижению целостности перепончатой сети, и, следовательно, уменьшению репликации РНК вируса гепатита C.

## История

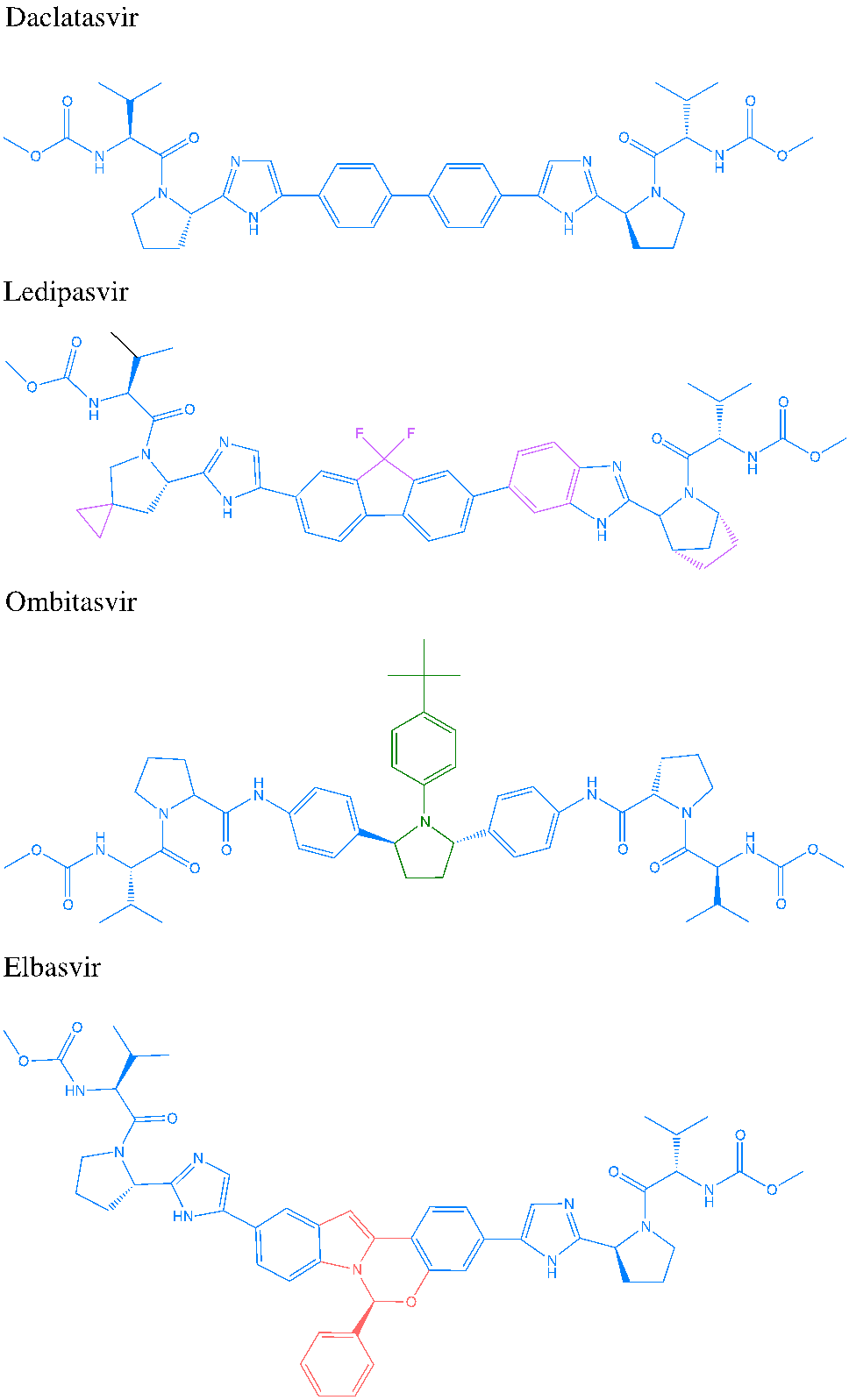
В настоящее время (июль 25, 2016) четыре ингибитора NS5A одобрены, несколько находятся в разработке или проходят клинические испытания. Даклатасвир стал первым клинически одобреным ингибитором NS5A. Структурное сходство можно увидеть между даклатасвир и новыми ингибиторами, как показано синим цветом.

Разработка противовирусных препаратов, способных мешать белкам, ответственным за репликацию вируса, тесно связана с достижениями в области технологий для создания эффективной культуры клеток, необходимых для экспериментов.
В 1999 году произошел прорыв в исследовании.
Первый ингибитор белка NS5A, который получил одобрение FDA в 2015 году, был даклатасвир. Другие препараты были одобрены, среди них, в частности, ледипасвир, который, наряду с софосбувиром, входят в состав препарата Harvoni.
Ингибиторы белка NS5A были в центре внимания, когда они появились как часть первого лечения для вируса гепатита C в 2014 году. 
Несмотря на недавнее появление многочисленных новых противовирусных препаратов, формирование резистентности по-прежнему вызывает озабоченность и поэтому эти ингибиторы  всегда используется в сочетании с другими препаратами.

## Структура
Активность ингибиторов чувствительна к изменениям в аминовой группе. 
Эти наблюдения показывают, что аминовая группа молекулы играет важную роль в ингибиторной активности.
| X | IC50 (nM) | Активность   |
| - | --------- | ------------ |
|   | >44       | Нет          |
|   | >44       | Нет          |
|   | 11        | Очень слабая |
|   | 1.7       | Слабая       |
|   | 0.50      | Умеренная    |
|   | 3.7       | Слабая       |
|   | 0.11      | Умеренная    |
|   | 0.20      | Умеренная    |

| X | IC50 (nM) | Активность |
| - | --------- | ---------- |
|   | >44       | Нет        |
|   | 0.071     | Умеренная  |
|   | 2.5       | Слабая     |
|   | 0.38      | Умеренная  |
|   | 0.20      | Умеренная  |
|   | 0.17      | Умеренная  |
|   | 0.040     | Сильная    |

| X       | IC50 (nM) | Активность |
| ------- | --------- | ---------- |
| CH2     | 0.094     | Сильная    |
| CO      | 0.30      | Умеренная  |
| C(CH3)2 | 1.2       | Слабая     |